# Koba (Kindia)
Pour les articles homonymes, voir Koba.
Ne doit pas être confondu avec Koba (Mamou).
Koba est une ville et sous-préfecture de la préfecture de Télimélé dans la région de Kindia au centre-ouest de la Guinée.

## Population
Selon le recensement de 2020 de l'INS [archive] sa population est estimée à 182280 habitants .

## Climat et végétation
Cette sous-préfecture située dans une zone tropicale dispose d'une biodiversité luxuriante. Les températures courantes sont de 27,3°c et la pluviosité moyenne est de 1430mm annuellement.